# Elayis Tavşan
Elayis Tavşan (Rotterdam, 30 aprile 2001) è un calciatore olandese di origini turche e surinamensi, attaccante della Reggiana in prestito dal Verona.

## Caratteristiche tecniche
È un'ala destra.

## Carriera

### Club
Cresciuto nel settore giovanile dello Sparta Rotterdam, Tavşan debutta in prima squadra il 18 novembre 2018, in occasione dell'incontro di Eerste Divisie pareggiato 1-1 contro il N.E.C..
Il 18 agosto 2019, viene ceduto in prestito per una stagione al Telstar, con cui realizza 7 reti in 22 incontri.
Il 15 giugno 2020, viene annunciato il suo acquisto a titolo definitivo da parte del N.E.C., sempre in Eerste Divisie, con cui firma un contratto triennale, con opzione per un'ulteriore stagione.
Il 23 gennaio 2024, Tavşan passa a titolo definitivo al Verona, in Serie A. Dopo cinque giorni esordisce in serie A nella partita interna contro il Frosinone, subentrando nella ripresa a Suat Serdar.
Il 30 agosto 2024 passa in prestito secco al Cesena. Esordisce in serie B il 21 settembre, nella partita in casa del Palermo pareggiata per 0-0. Il 29 settembre segna la sua prima rete in un campionato italiano, nel successo per 4-2 contro il Mantova. Chiude l'annata con i romagnoli al settimo posto, qualificato per i playoff promozione, mettendo a segno 4 gol -
Rientrato all'Hellas Verona, il 16 luglio 2025 viene ceduto in prestito alla Reggiana.

### Nazionale
Ha giocato nelle nazionali giovanili olandesi Under-17, Under-18, Under-19 ed Under-21.

## Statistiche

### Presenze e reti nei club
Statistiche aggiornate al 17 maggio 2025.
| Stagione        | Squadra          | Campionato      | Campionato | Campionato | Coppe nazionali | Coppe nazionali | Coppe nazionali | Coppe continentali | Coppe continentali | Coppe continentali | Altre coppe | Altre coppe | Altre coppe | Totale | Totale | Totale |
| Stagione        | Squadra          | Comp            | Pres       | Reti       | Comp            | Pres            | Reti            | Comp               | Pres               | Reti               | Comp        | Pres        | Reti        | Pres   | Reti   |        |
| --------------- | ---------------- | --------------- | ---------- | ---------- | --------------- | --------------- | --------------- | ------------------ | ------------------ | ------------------ | ----------- | ----------- | ----------- | ------ | ------ | ------ |
| 2018-2019       | Sparta Rotterdam | EED             | 1          | 0          | CO              | 0               | 0               |                    | -                  | -                  |             | -           | -           | 1      | 0      |        |
| 2019-2020       | Telstar          | EED             | 22         | 7          | CO              | 1               | 0               |                    | -                  | -                  |             | -           | -           | 23     | 7      |        |
| 2020-2021       | N.E.C.           | EED             | 37         | 11         | CO              | 2               | 0               |                    | -                  | -                  |             | -           | -           | 40     | 11     |        |
| 2021-2022       | N.E.C.           | ED              | 30         | 5          | CO              | 4               | 2               |                    | -                  | -                  |             | -           | -           | 34     | 7      |        |
| 2022-2023       | N.E.C.           | ED              | 32         | 3          | CO              | 3               | 1               |                    | -                  | -                  |             | -           | -           | 35     | 4      |        |
| 2023-gen. 2024  | N.E.C.           | ED              | 8          | 2          | CO              | 2               | 1               |                    | -                  | -                  |             | -           | -           | 10     | 3      |        |
| Totale N.E.C.   | Totale N.E.C.    | Totale N.E.C.   | 107        | 21         |                 | 11              | 4               |                    | -                  | -                  |             | -           | -           | 118    | 25     |        |
| gen.-giu. 2024  | Verona           | A               | 3          | 0          | -               | -               | -               | -                  | -                  | -                  | -           | -           | -           | 3      | 0      |        |
| lug.-ago. 2024  | Verona           | A               | 0          | 0          | CI              | 1               | 0               | -                  | -                  | -                  | -           | -           | -           | 1      | 0      |        |
| Totale Verona   | Totale Verona    | Totale Verona   | 3          | 0          |                 | 1               | 0               |                    | -                  | -                  |             | -           | -           | 4      | 0      |        |
| ago. 2024-2025  | Cesena           | B               | 28+1       | 4          | CI              | 2               | 0               | -                  | -                  | -                  | -           | -           | -           | 31     | 4      |        |
| Totale carriera | Totale carriera  | Totale carriera | 161+1      | 32         |                 | 15              | 4               |                    | -                  | -                  |             | -           | -           | 177    | 36     |        |

### Cronologia presenze e reti in nazionale
| Cronologia completa delle presenze e delle reti in nazionale ― Paesi Bassi under 21 | Cronologia completa delle presenze e delle reti in nazionale ― Paesi Bassi under 21 | Cronologia completa delle presenze e delle reti in nazionale ― Paesi Bassi under 21 | Cronologia completa delle presenze e delle reti in nazionale ― Paesi Bassi under 21 | Cronologia completa delle presenze e delle reti in nazionale ― Paesi Bassi under 21 | Cronologia completa delle presenze e delle reti in nazionale ― Paesi Bassi under 21 | Cronologia completa delle presenze e delle reti in nazionale ― Paesi Bassi under 21 | Cronologia completa delle presenze e delle reti in nazionale ― Paesi Bassi under 21 |
| Data                                                                                | Città                                                                               | In casa                                                                             | Risultato                                                                           | Ospiti                                                                              | Competizione                                                                        | Reti                                                                                | Note                                                                                |
| ----------------------------------------------------------------------------------- | ----------------------------------------------------------------------------------- | ----------------------------------------------------------------------------------- | ----------------------------------------------------------------------------------- | ----------------------------------------------------------------------------------- | ----------------------------------------------------------------------------------- | ----------------------------------------------------------------------------------- | ----------------------------------------------------------------------------------- |
| 29-3-2022                                                                           | Deventer                                                                            | Paesi Bassi under 21                                                                | 2 – 0                                                                               | Svizzera under 21                                                                   | Qual. Europeo Under-21 2023                                                         | 2                                                                                   | 69’                                                                                 |
| 3-6-2022                                                                            | Chișinău                                                                            | Moldavia under 21                                                                   | 0 – 3                                                                               | Paesi Bassi under 21                                                                | Qual. Europeo Under-21 2023                                                         | -                                                                                   | 65’                                                                                 |
| 7-6-2022                                                                            | Almere                                                                              | Paesi Bassi under 21                                                                | 6 – 0                                                                               | Gibilterra under 21                                                                 | Qual. Europeo Under-21 2023                                                         | 1                                                                                   |                                                                                     |
| 11-6-2022                                                                           | Llanelli                                                                            | Galles under 21                                                                     | 0 – 1                                                                               | Paesi Bassi under 21                                                                | Qual. Europeo Under-21 2023                                                         | -                                                                                   | 65’                                                                                 |
| 23-9-2022                                                                           | Lovanio                                                                             | Belgio under 21                                                                     | 1 – 2                                                                               | Paesi Bassi under 21                                                                | Amichevole                                                                          | -                                                                                   | 61’                                                                                 |
| 27-9-2022                                                                           | Cluj-Napoca                                                                         | Romania under 21                                                                    | 0 – 0                                                                               | Paesi Bassi under 21                                                                | Amichevole                                                                          | -                                                                                   | 70’                                                                                 |
| 25-3-2023                                                                           | Murcia                                                                              | Norvegia under 21                                                                   | 0 – 3                                                                               | Paesi Bassi under 21                                                                | Amichevole                                                                          | 1                                                                                   |                                                                                     |
| 27-3-2023                                                                           | Murcia                                                                              | Rep. Ceca under 21                                                                  | 1 – 1                                                                               | Paesi Bassi under 21                                                                | Amichevole                                                                          | -                                                                                   | 64’                                                                                 |
| 14-6-2023                                                                           | Wiener Neustadt                                                                     | Paesi Bassi under 21                                                                | 0 – 0                                                                               | Giappone under 22                                                                   | Amichevole                                                                          | -                                                                                   | 61’                                                                                 |
| 27-6-2023                                                                           | Tbilisi                                                                             | Paesi Bassi under 21                                                                | 1 – 1                                                                               | Georgia under 21                                                                    | Europeo Under-21 2023 - 1º turno                                                    | -                                                                                   | 74’                                                                                 |
| Totale                                                                              |                                                                                     | Presenze                                                                            | 10                                                                                  |                                                                                     | Reti                                                                                | 4                                                                                   |                                                                                     |